# Route nationale 199a
Die Route nationale 199A, kurz N 199A oder RN 199A, war eine französische Nationalstraße auf der Insel Korsika, die 1839 festgelegt wurde. Sie verlief in L’Île-Rousse von der Nationalstraße 199 aus zum Hafen und hatte eine Länge von etwa einem Kilometer. 1973 wurde sie abgestuft.